# Francisco Jambrina (actor)
Francisco Jambrina Campos (La Rioja, 3 de diciembre de 1902 - Ciudad de México, 21 de enero de 1967) fue un actor hispano-mexicano.

## Filmografía seleccionada
- Simón Bolívar (1942)
- Michael Strogoff (1944)
- Crepúsculo (1945)
- María Magdalena: pecadora de Magdala (1945)
- Reina de reinas: La Virgen María (1945)
- El supersabio (1948)
- El reino de los gángsters (1948)
- Felipe de Jesús (1949)
- El gran Calavera (1949)
- Los olvidados (1950)
- Mujeres sin mañana (1951)
- El rebozo de Soledad (1952)
- La noche avanza (1952)
- Muertos de miedo (1958)
- Las rosas del milagro (1960)
- Mi madre es culpable (1960)